# Santa Croce a Montecitorio

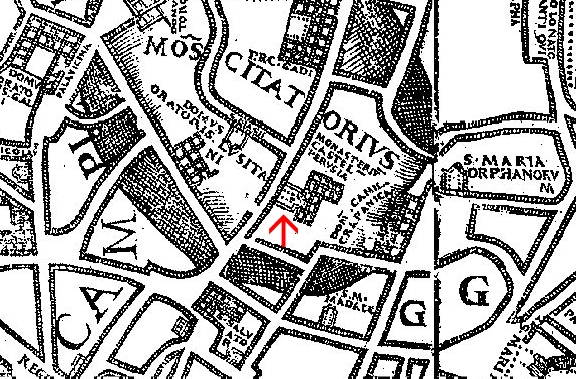
Mapa de Leonardo Bufalini (1551) indicando o local onde fica a igreja.

Santa Croce a Montecitorio era uma igreja conventual de Roma que ficava localizada no número 30 da Via degli Uffici del Vicario, no rione Colonna, na frente do canto sudoeste da Câmara dos Deputados da Itália. Era dedicada a Vera Cruz.

## História

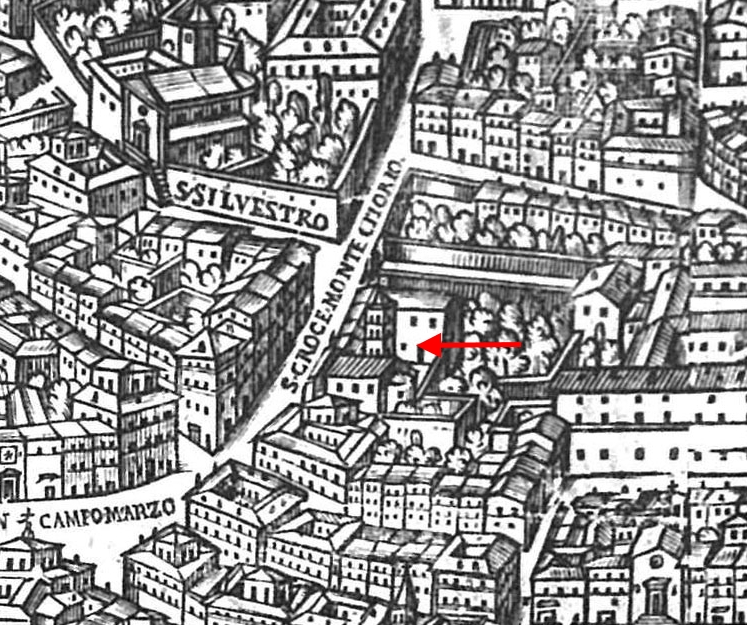
Mapa de Giovanni Maggi (1625).

O convento foi fundado em 1300 para freiras da Ordem Terceira de São Francisco e ficava originalmente perto da Coluna Antonina. Ele foi considerado pequeno no século seguinte e um segundo convento foi construído ao lado. No mapa de Leonardo Bufalini (1551), os dois parecem formar um único complexo com uma pequena igreja com três baias na nave, uma pequena abside e um campanário. Porém, o convento foi posteriormente dividido e o sítio original se tornou um convento enclasurado de clarissas, conhecido como Convento della Immacolata Concezione verso la Colonna Aureliana, enquanto as que permaneceram terciárias se mudaram para o local, conhecido como Convento della Santa Croce verso Campo Marzio, assim chamado por causa da relíquia da Vera Cruz abrigado ali.
Os dois mosteiros eram conhecidos pelos romanos como delle castellane (por causa de suas freiras oriundas de Civita Castellana) e delle perugine (de Perugia). O papa Pio V restaurou o pequeno mosteiro das peruginas pouco antes de sua morte (1572) e reuniu as duas casas novamente, dando origem assim ao Monastero di Santa Croce di Montecitorio. A pequena igreja também foi restaurada e dedicada inicialmente a Nossa Senhora da Conceição e mais tarde à Santa Cruz. Em 1671, as irmãs foram transferidas para San Bernardino da Siena ai Monti, para onde foram levadas uma tela de Giovanni Baglione representando "Santo Antônio de Pádua, Santa Clara e Santa Ágata" e "O Crucifixo com São Francisco e Santa Helena", de Giovanni De Vecchi. Em 1672, passaram a habitar o local uma comunidade de discípulas de São Filipe Neri, as "oblatas filipinas", que ficaram ali até 1695, quando o papa Inocêncio XII as transferiu para um convento perto da igreja de San Lucia del Gonfalone; o edifício foi então dedicado a receber escritórios dos Cinque Notari dell'Uditore di Camera da Cúria de Inocêncio.

## Descrição
Os relatos afirmam que a igreja era minúscula e o Mapa de Nolli (1748) não mostra nada no local. Porém, o edifício que está no local hoje, o Hotel Nazionale, abriga restos do antigo convento, incluindo da igreja. 